# Okręg Thiers
Okręg Thiers (fr. Arrondissement de Thiers) – okręg w południowej Francji. Populacja wynosi 56 700.

## Podział administracyjny
W skład okręgu wchodzą następujące kantony:
- Châteldon,
- Courpière,
- Lezoux,
- Maringues,
- Saint-Rémy-sur-Durolle,
- Thiers.